# Thunbergia laurifolia
Thunbergia laurifolia är en akantusväxtart som beskrevs av John Lindley. Thunbergia laurifolia ingår i släktet thunbergior, och familjen akantusväxter. Inga underarter finns listade i Catalogue of Life.

## Bildgalleri

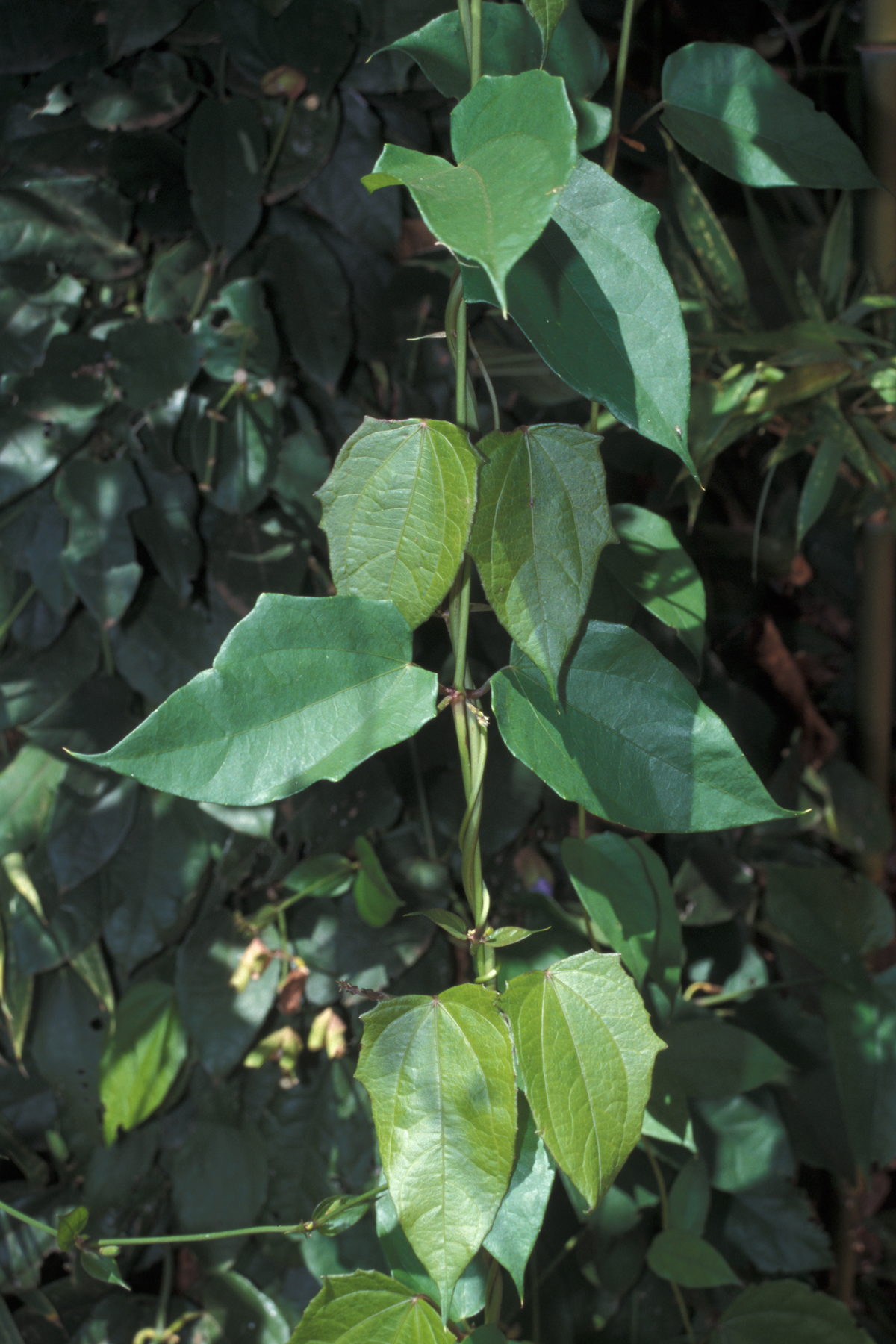
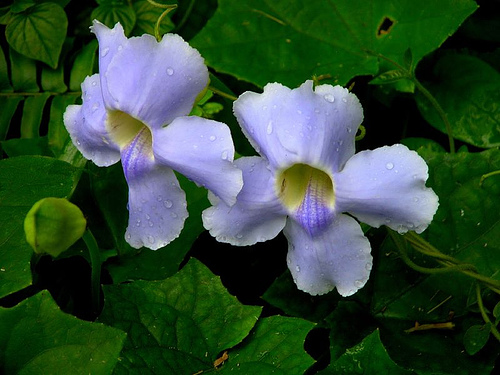
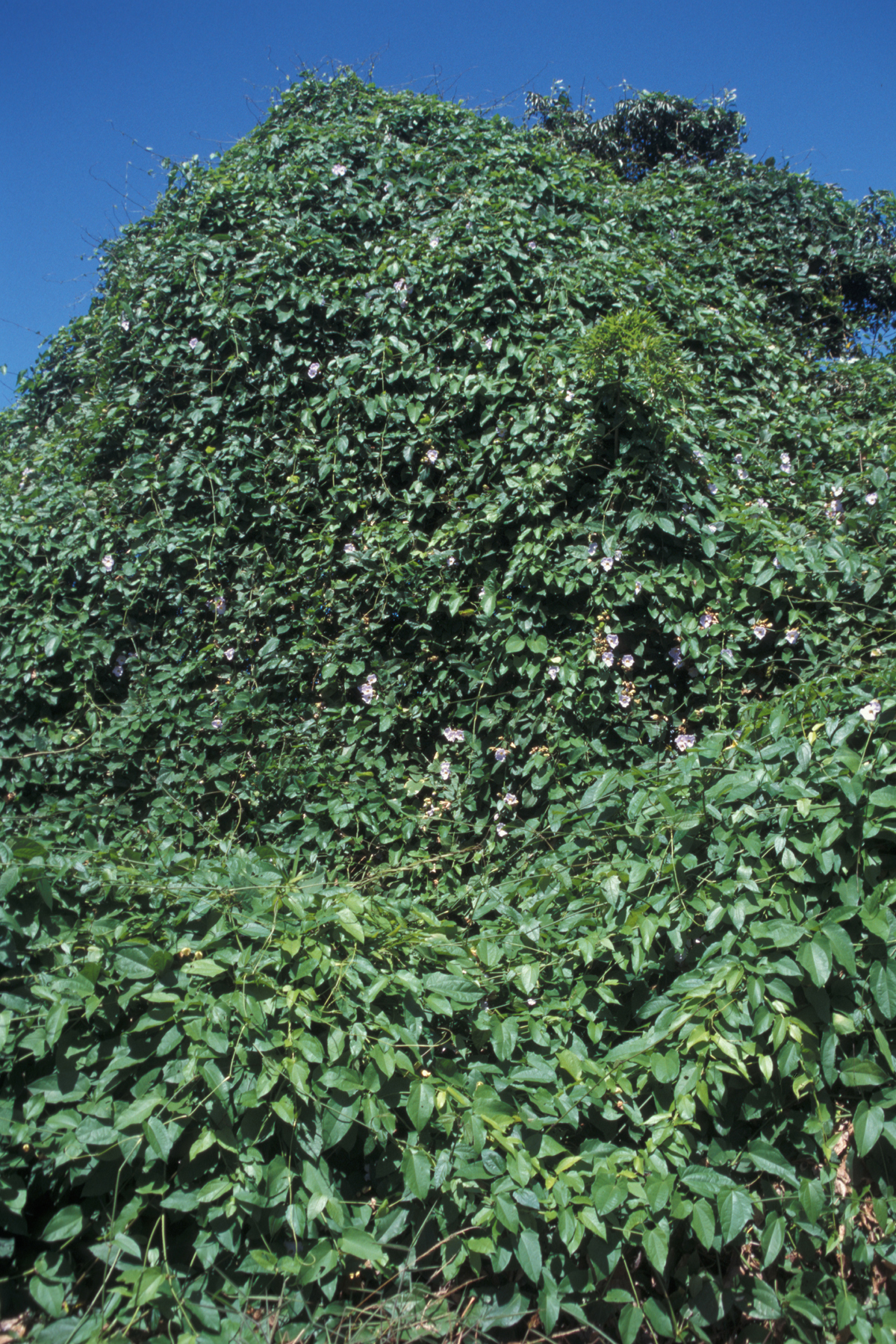
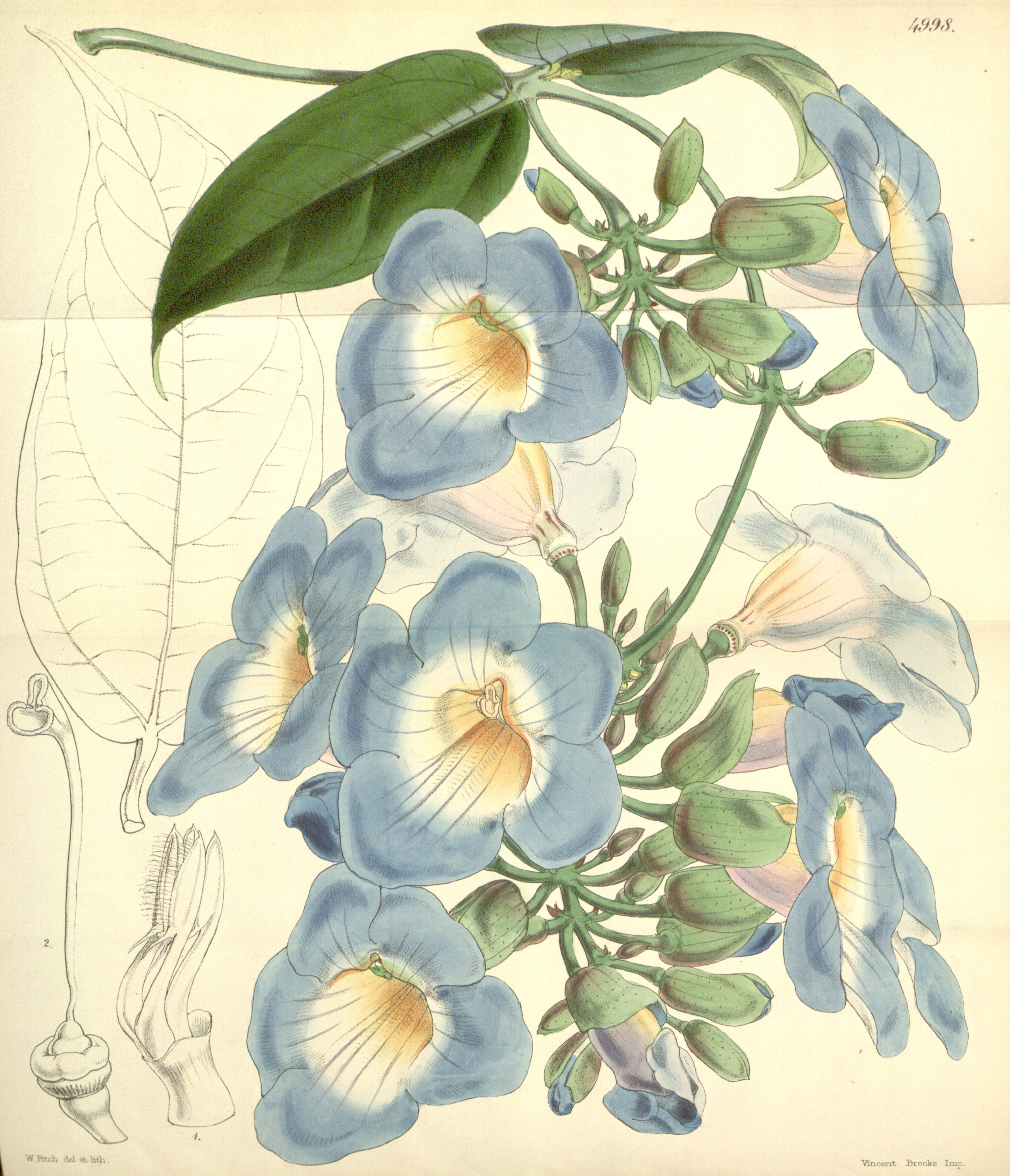
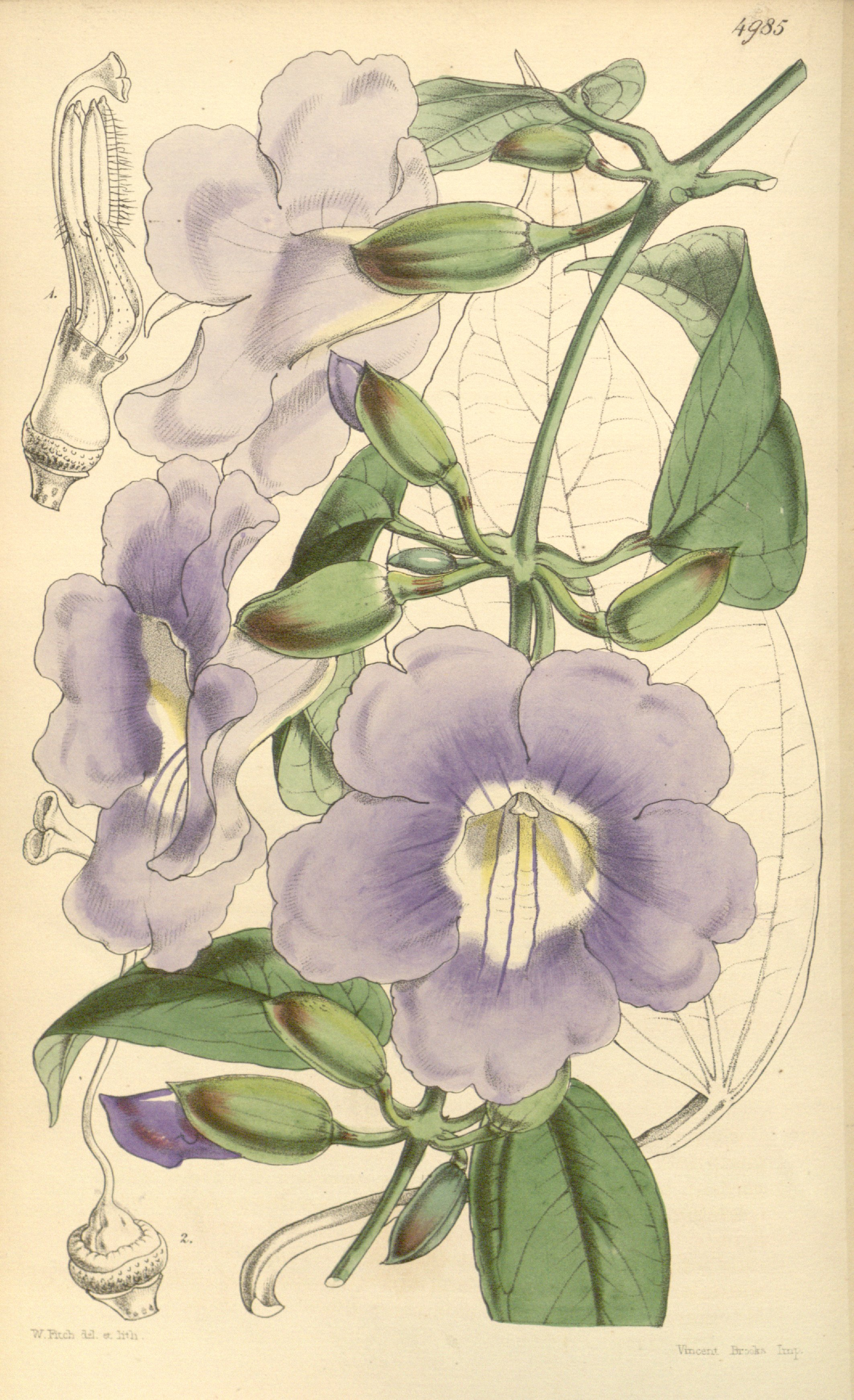
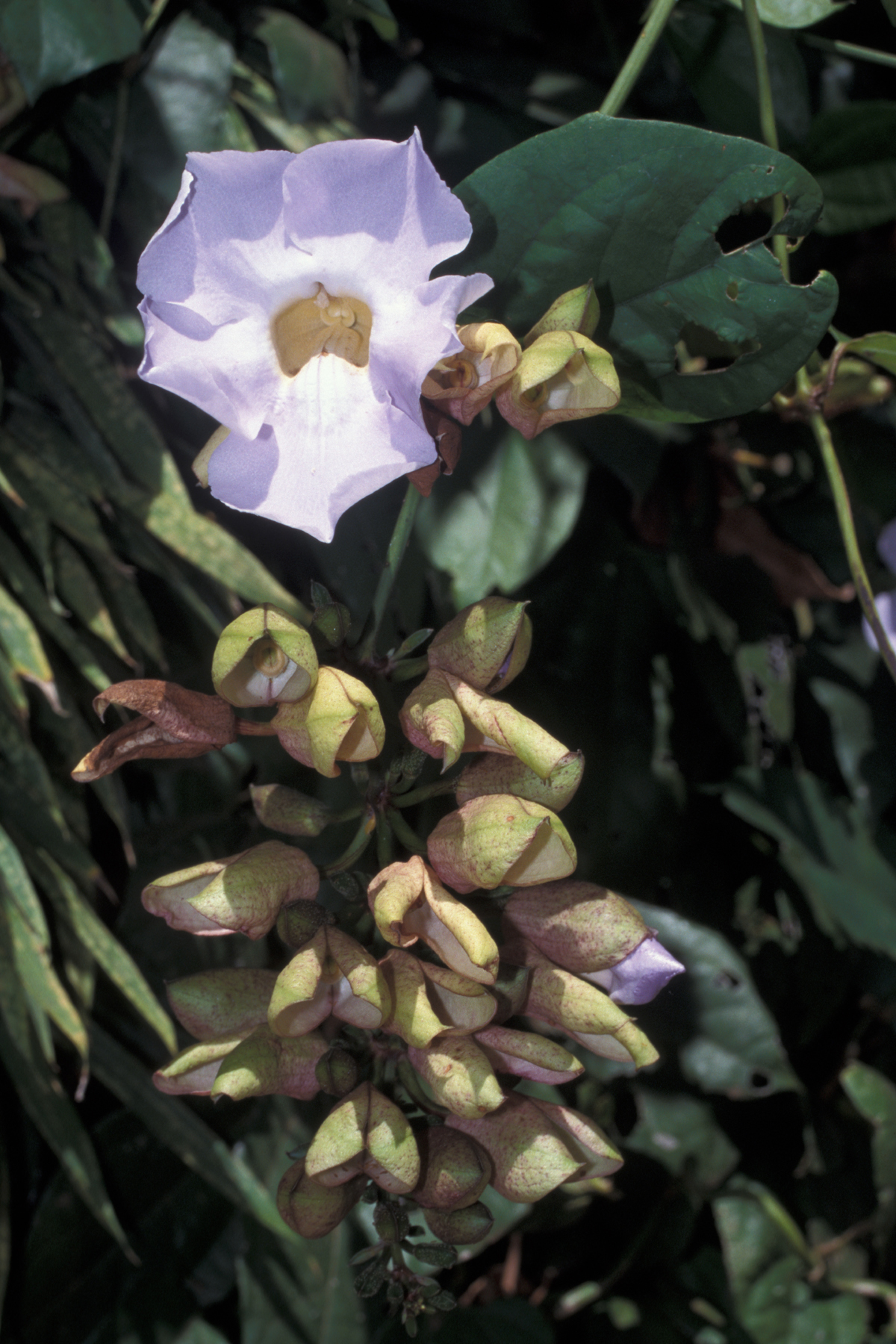